# Yuichi Mizutani
Yuichi Mizutani (水谷 雄一, Mizutani Yuichi) est un footballeur japonais né le 26 mai 1980. Il est gardien de but.

## Palmarès
- Finaliste de la Coupe du Japon en 2011 avec le Kyoto Sanga